# Le Cirque
Le Cirque je francouzsko-kanadský krátký animovaný film z roku 2010, který režíroval Nicolas Brault podle vlastního scénáře. Snímek měl světovou premiéru na mezinárodním filmovém festivalu v Montréalu dne 7. srpna 2010.

## Děj
Malý chlapec jde do nemocnice navštívit svoji umírající matku. Jeho poslední rozloučení s ní však neproběhne zcela v poklidu.

## Ocenění
- César: nominace v kategorii nejlepší animovaný film
- Montreal World Film Festival: nejlepší kanadský krátkometrážní film